# اوبالدو پاسالاکوا
اوبالدو پاسالاکوا (انگلیسی: Ubaldo Passalacqua؛ زادهٔ ۲۹ مهٔ ۱۹۱۸) بازیکن فوتبال اهل ایتالیا است.
از باشگاه‌هایی که در آن بازی کرده‌است می‌توان به باشگاه فوتبال پادوا، باشگاه فوتبال اینتر میلان، و باشگاه فوتبال روبور سیه‌نا اشاره کرد.